# Drosophila lasiopoda
Drosophila lasiopoda este o specie de muște din genul Drosophila, familia Drosophilidae, descrisă de Hardy și Kaneshiro în anul 1975. Conform Catalogue of Life specia Drosophila lasiopoda nu are subspecii cunoscute.